# Haisnes
Haisnes é uma comuna francesa na região administrativa de Altos da França, no departamento de Pas-de-Calais. Estende-se por uma área de 5,58 km². Em 2010 a comuna tinha 4 413 habitantes (densidade: 790,9 hab./km²).